# Ошняк-Качкалак
 Ошняк-Качкалак — деревня в Рыбно-Слободском районе Татарстана. Входит в состав Шумковского сельского поселения.

## География
Находится в центральной части Татарстана у на расстоянии приблизительно 11 км на северо-запад по прямой от районного центра поселка Рыбная Слобода.

## История
Основана в начале XIX века.

## Население
Постоянных жителей было: в 1859—253, в 1897—278, в 1908—243, в 1920—297, в 1926—302, в 1938—296, в 1949—258, в 1958—200, в 1970—129, в 1989 — 61, в 2002 году 42 (русские 79 %), в 2010 году 6.